# بولغاري
بولغاري، شركة إيطالية تنتج السلع الفاخرة، كانت مملوكة مسبقاً لشركة أل في أم أش - مويت هنسي لوي فيتون الفرنسية. تكتب العلامة التجارية كـ BVLGARI، وقد اشتق من اسم عائلة مؤسس الشركة اليوناني Sotirios Voulgaris، (1857-1932.)
على الرغم من أن الشركة قد حققت لنفسها اسماً وشهرة من صناعة المجوهرات، إلا أنها اليوم إحدى العلامات التجارية الفاخرة المميزة التي تنتج عدة منتجات وخطوط إنتاج كالساعات والالعطور وملحقات الملابس، فضلاً عن سلسلة فنادق.

## تاريخياً

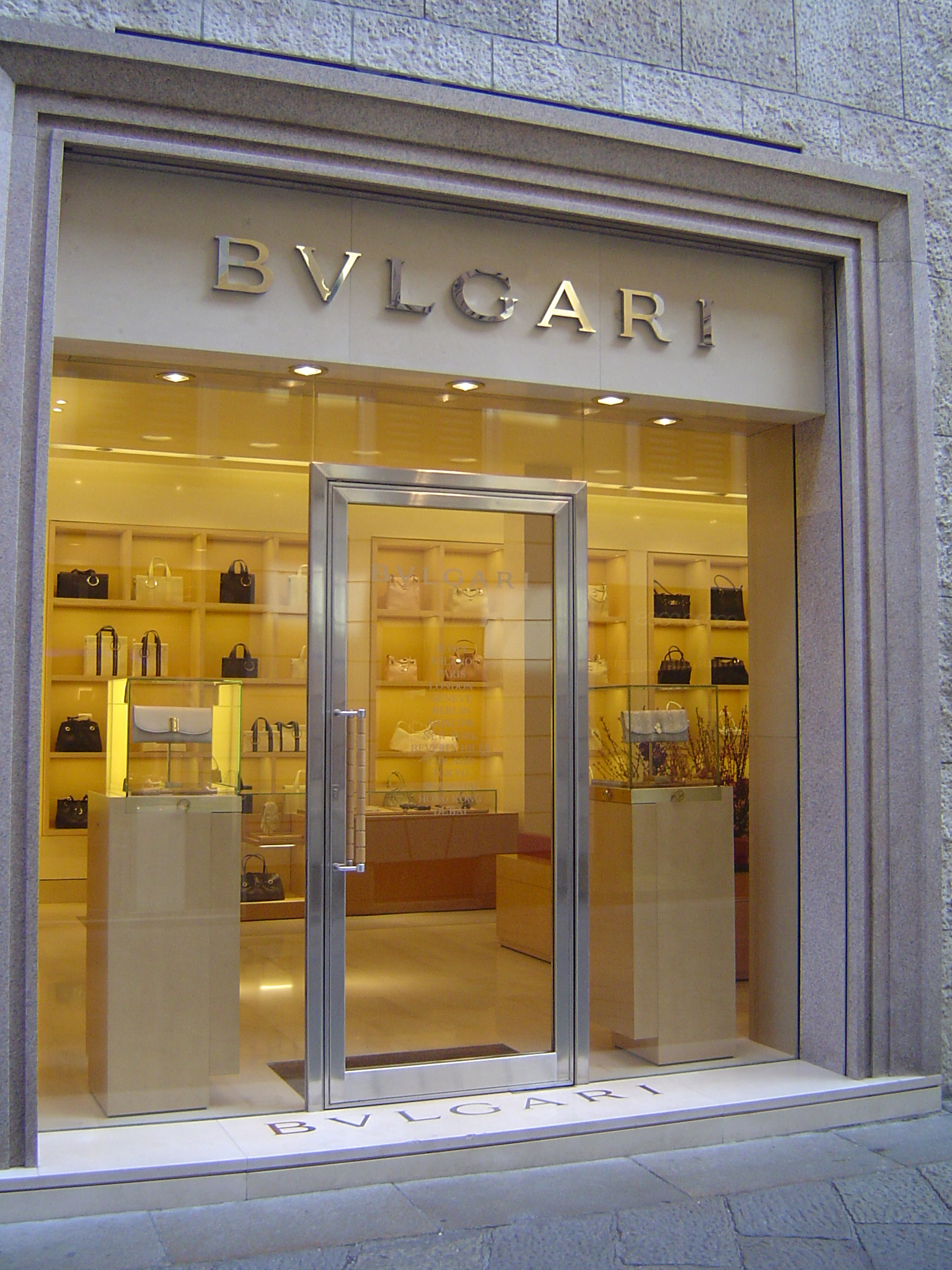
متجر بولغاري في ميلانو، إيطاليا.

بدأ سوتيريوس مسيرته في عالم المجوهرات في قريته باراميثيا في إبيروس في اليونان، التي كانت تابعة للإمبراطورية العثمانية، ولا يزال متجره موجوداً فيها حتى الآن. عام 1877، غادر إلى كورفو ثم إلى نابولي، ومنها انتقل إلى روما عام 1881، حيث أسس شركته عام 1885 وافتتح متجراً ثانياً في «فيا سيستينا». ثم استبدل هذا المتجر بمتجر رئيسي في «فيا دي كوندوتي» عام 1905 بمساعدة ولديه كوستانتينو وجورجيو.
بعد وفاة جورجيو في عام 1966، تولى ابنه جياني إدارة المتجر كرئيس تنفيذي مشارك مع ابنة عمه ماريانا. في أوائل سبعينيات القرن العشرين، بدأ جياني تدويل الشركة بفتح عدد من المحلات في كل من نيويورك (مدينة) ومونت كارلو وباريس وجنيف. في أواخر السبعينيات، أجرى جياني إصلاحات شاملة في الشركة، فأنشأ خطاً جديداً لإنتاج الساعات وركز على تصميم المنتجات. عام 1985، استقال جياني من منصبه كرئيس تنفيذي، ثم ترك أعمال الشركة التجارية عام 1987 بعد أن باع حصته من الشركة والتي تبلغ الثلث لأخوية نيقولا وباولو.
في 6 آذار (مارس) 2011، أعلنت المجموعة الفرنسية الفاخرة LVMHعن حصولها على صفقة حازت بموجبها على كافة حصة الشركة مقابل 6.01 مليون دولار أمريكي (ما يعادل 4.3 يورو) وهذا أعلى من أي مبلغ دفعته لأي شركة أخرى. بموجب هذه الصفقة، باعت عائلة بولغاري حصتها المسيطرة البالغة 50.4% مقابل 3% في شركة LVMH، وبذلك أصبحت ثاني أكبر عائلة مساهمة بعد برنارد أرنولت.

## روابط خارجية
- الموقع الرسمي
- مواقع بولغاري الأمريكية
- فنادق ومنتجعات بولغاري